# Wspólnota Rozwoju Afryki Południowej
Wspólnota Rozwoju Afryki Południowej (ang. Southern African Development Community, SADC) – organizacja założona przez rządy dziewięciu południowoafrykańskich krajów: Angoli, Botswany, Eswatini, Lesotho, Malawi, Mozambiku, Tanzanii, Zambii i Zimbabwe. W późniejszych latach dołączyły się: Demokratyczna Republika Konga, Madagaskar (zawieszony wskutek zamachu stanu z 2009), Mauritius, Namibia, Seszele i Południowa Afryka. Jest następcą powstałej w 1980 roku Południowoafrykańskiej Konferencji ds. Koordynacji Rozwoju (SADCC)
Celem organizacji jest ujednolicenie polityki gospodarczej, rozejmowe rozwiązywanie konfliktów, zwalczanie wszelkich form szykanowania i prześladowań wewnątrzpaństwowych oraz międzynarodowych, zacieśnianie więzi gospodarczych, społecznych i politycznych. Efektem było m.in. rozwinięcie infrastruktury w zakresie transportu drogowego i kolejnictwa między krajami członkowskimi.